# 硫酸亚铕
硫酸亚铕是铕的一种硫酸盐，化学式 EuSO4。

## 制备
硫酸亚铕可以由三氯化铕盐酸溶液和锌和硫酸反应而成。
{\displaystyle \mathrm {2\ EuCl_{3}+Zn+2\ H_{2}SO_{4}\longrightarrow 2\ EuSO_{4}\downarrow +\ ZnCl_{2}+4\ HCl} }
它也可以由任何一种可溶铕(II)盐和稀硫酸反应而成。

## 性质
硫酸亚铕是对空气稳定的白色固体，难溶于水。硫酸亚铕在空气中储存几个月后才会被氧化。它的晶体结构和硫酸锶、硫酸钡一样，都是正交晶系 的，空间群 Pnma (No. 62)它有两种同质异形体。